# Helcostizus collinus
Helcostizus collinus là một loài tò vò trong họ Ichneumonidae.